# Bernhard Russi
Bernhard Russi (Andermatt, 20 augustus 1948) is een Zwitsers oud-alpineskiër die in 1978 een punt zette achter zijn sportcarrière. Hij werd tweemaal verkozen tot Zwitsers Sportpersoon van het Jaar: 1970 en 1972.

## Palmares

### Olympische Winterspelen
Sapporo 1972:  in de afdaling
Innsbruck 1976:  in de afdaling

### Wereldkampioenschap
Val Gardena 1970:  in de afdaling
1948: Henri Oreiller ·
1952: Zeno Colò ·
1956: Toni Sailer ·
1960: Jean Vuarnet ·
1964: Egon Zimmermann ·
1968: Jean-Claude Killy ·
1972: Bernhard Russi ·
1976: Franz Klammer ·
1980: Leonhard Stock ·
1984: Bill Johnson ·
1988: Pirmin Zurbriggen ·
1992: Patrick Ortlieb ·
1994: Tommy Moe ·
1998: Jean-Luc Crétier ·
2002: Fritz Strobl ·
2006: Antoine Dénériaz ·
2010: Didier Défago ·
2014: Matthias Mayer ·
2018: Aksel Lund Svindal ·
2022: Beat Feuz
- Gemeinsame Normdatei: 1133308902
- Virtual International Authority File: 4648149662185107020001
- WorldCat: E39PBJhXbFfGhTgt4cBpGGWqwC